# ناحیه سدهنوتی
ناحیه سدهنوتی (به انگلیسی: Sudhanoti District) یکی از ناحیه‌های پاکستان در پاکستان است که در کشمیر آزاد واقع شده‌است. ناحیه سدهنوتی ۵۶۹ کیلومتر مربع مساحت و ۲۹۷٬۵۸۴ نفر جمعیت دارد.